# AGM-62 Walleye
AGM-62 Walleye je televizním signálem řízená klouzavá letecká puma vyráběná společností Martin Marietta a používaná ozbrojenými silami Spojených států od 60. let 20. století. Označení bomby Walleye jako „střela vzduch-země“ (AGM/Air-to-Ground Missile) je však zavádějící, protože bomba nemá vlastní pohon, ale jen naváděcí avioniku a využívá klouzavého letu. Tím se podobá modernějším zbraním GBU-15. Bomby Walleye byly časem nahrazovány střelami AGM-65 Maverick.

## Vývoj a popis

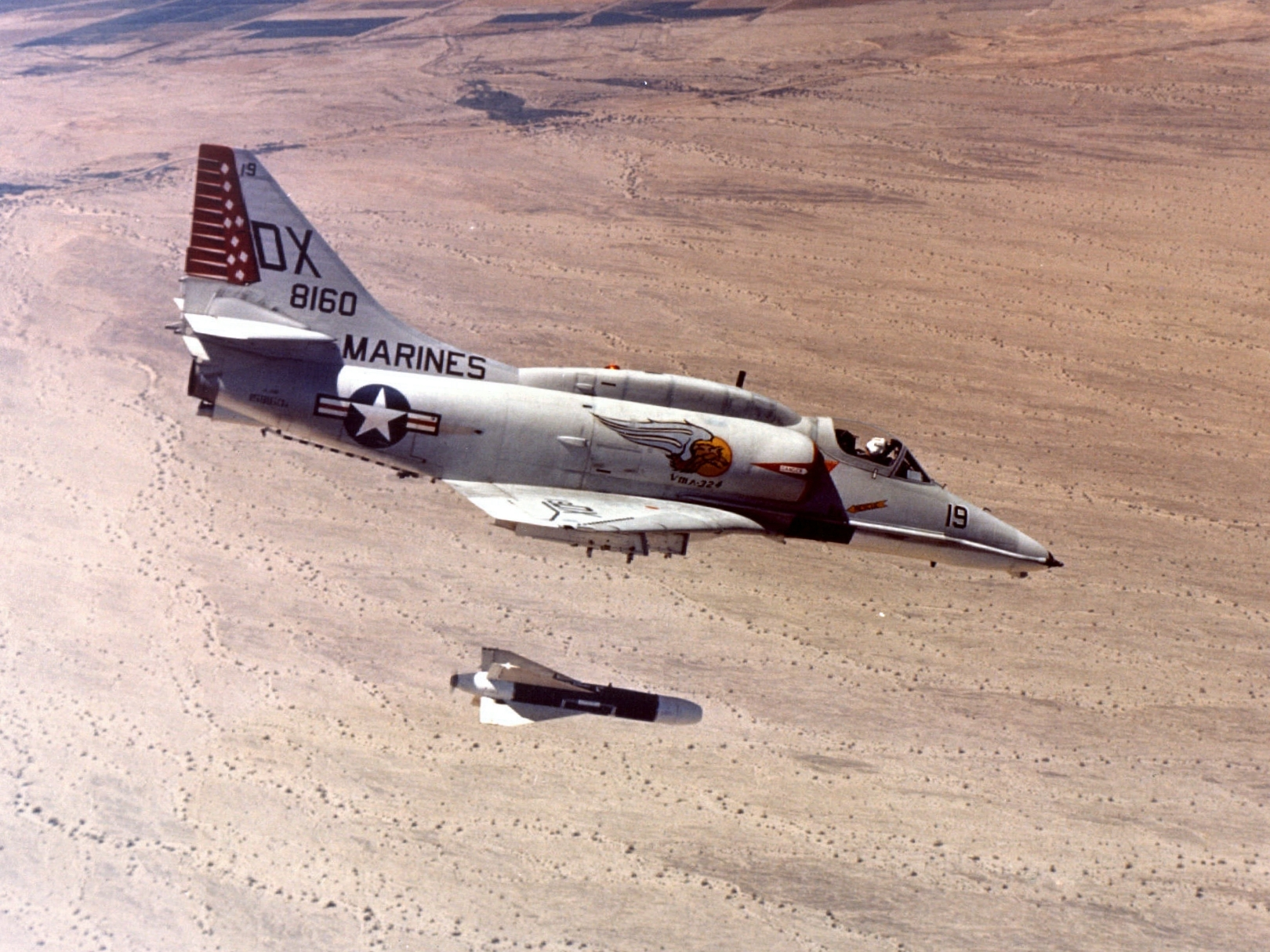
A-4M Skyhawk odhazuje pumu AGM-62 Walleye

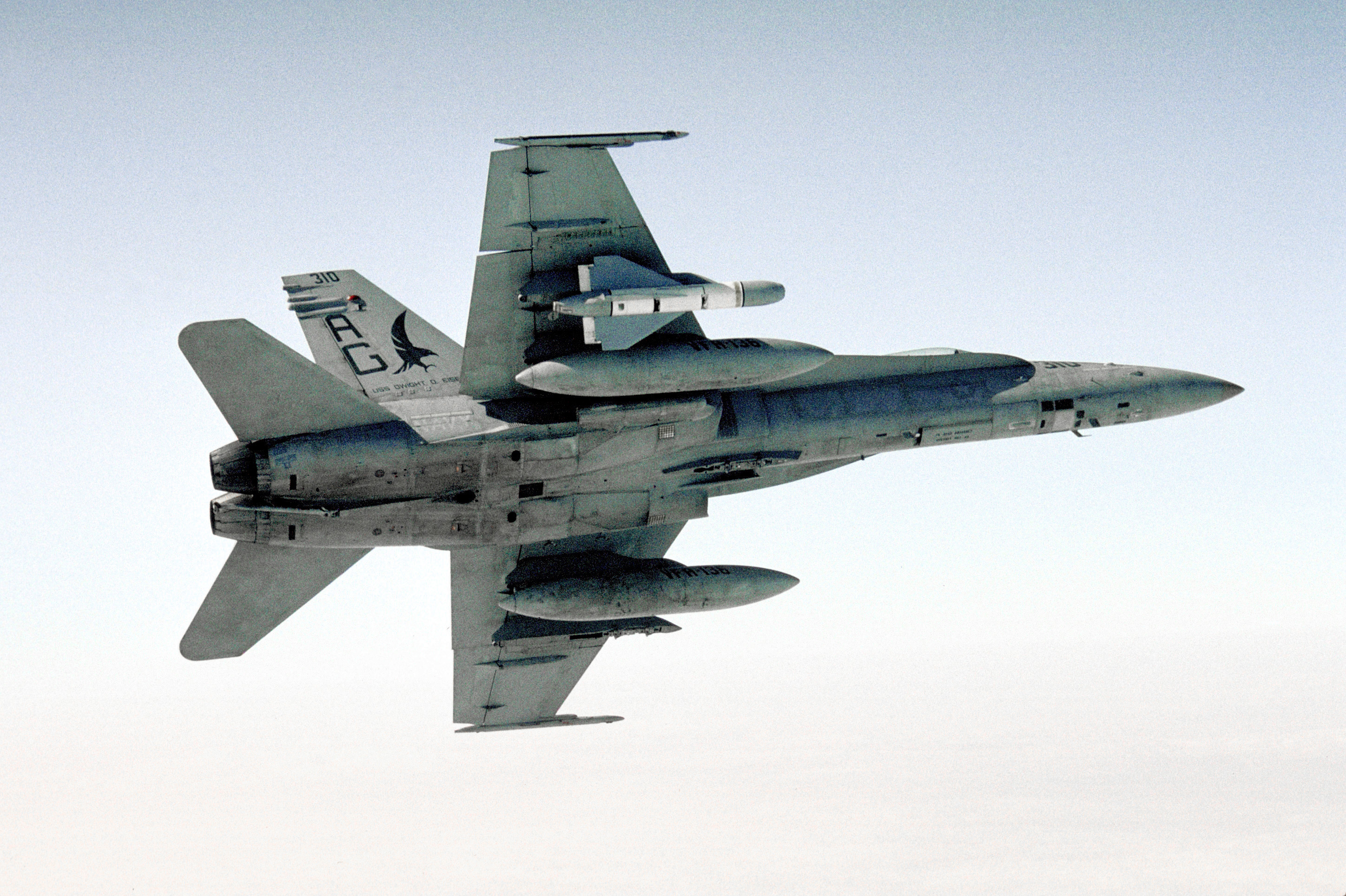
FA-18C Hornet s pumou AGM-62 Walleye nad Perským zálivem v roce 1992

Bomba byla vyvinuta inženýry v testovacím středisku námořních zbraní (Naval Ordnance Test Center, později Naval Weapons Center) v China Lake v Kalifornii. 29. ledna 1963 byla v China Lake z letounu YA-4B Skyhawk svržena první bomba Walleye. Bomba přesně zasáhla svůj cíl. Společnost Martin obdržela první kontrakt na dodání bomb Walleye v roce 1966 a následujícího roku vstoupila do služby jak u námořnictva (US Navy), tak u letectva (USAF). Původní bomba Walleye měla hmotnost 499 kg (1 100 liber) a dolet až 30 km.
AGM-62 Walleye byla první řízená puma z rodiny přesně naváděné munice, která byla navržena pro přesné zasažení cíle s minimálními druhotnými škodami. Měly být používána hlavně proti vybraným cílům, mezi které patřily nádrže s palivem, tunely, mosty, radarové stanice, přístavní zařízení a muniční sklady. Tato „chytrá bomba“ neměla žádný pohon, ale mohla manévrovat prostřednictvím televizního řídicího systému, který ovlivňuje klouzavý let bomby k cíli po jejím odhození z mateřského letounu. Když pilot klesavým letem mířil na cíl, televizní kamera na špici bomby přenášela obraz na monitor v kokpitu. Jakmile pilot získal na monitoru ostrý obraz cíle, označil na obraze cílový bod, uzamknul jej a vypustil pumu. Bomba poté pokračovala v samostatném klouzavém letu k vyznačenému cíli. Bomba pracovala plně v režimu „vypusť a zapomeň“, protože jakmile byla jednou odhozena, mohl letoun okamžitě změnit směr letu pryč od cíle. Bomba Walleye manévrovala pomocí čtveřice vlastních velkých řídicích ploch. Pozdější verze byly vybaveny obousměrným přenosem dat (ERDL), což umožňovalo pilotovi sledovat let pumy na cíl a dokonce i za letu upravovat uzamčený cílový bod.
Úspěšnost zásahu byla silně závislá na kontrastu cíle proti okolí. Cíl, který se zřetelně rýsoval proti pozadí, byl zasažen zcela spolehlivě, ale schopnost naváděcího systému uzamknout se na nezřetelný cíl byla neuspokojivá.

## Historie operačního nasazení

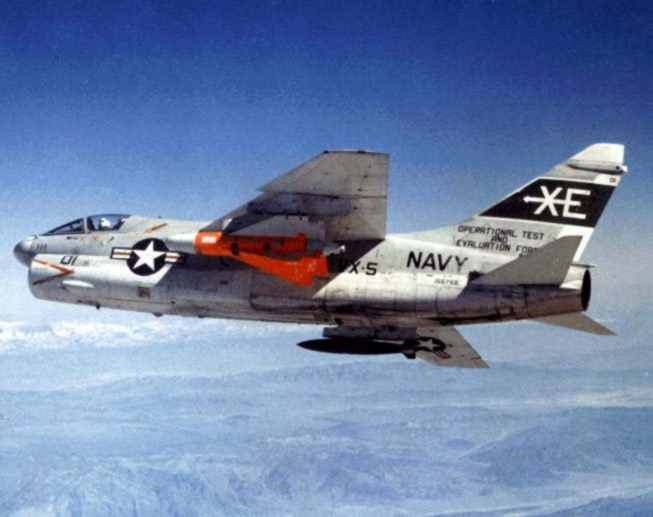
A-7C Corsair II s pumou AGM-62

Od května 1967 piloti námořnictva Spojených států svrhli několik bomb Walleye ve Vietnamu, a to s velkým úspěchem. 19. května 1967, v den 77. narozenin Ho Či Mina, letouny US Navy z letadlové lodi USS Bon Homme Richard (CV-31) dosáhly pomocí bomb Walleye přímého zásahu elektrárny v Hanoji. Námořnictvo tuto elektrárnu zasáhlo znovu o dva dny později, čímž vyřadilo z provozu hlavní zdroj energie v Hanoji.
Zatímco lehčí cíle, jako například elektrárny, bomba ničila spolehlivě, s odolnějšími cíli to bylo horší. Zbraň o hmotnosti 1 100 liber na ně nestačila. Ani přímé zásahy odolných cílů, ke kterým patřily například dobře postavené železniční mosty, často neměly za účinek úplné zničení cíle.
Na pumy Walleye připadlo jen necelých 6 % zásahů přesnou municí během války ve Vietnamu. Přesto si však tento systém zachoval vynikající přesnost a účinnost za předpokladu použití za optimálních podmínek. Námořnictvo Spojených států často používalo tuto zbraň proti důležitým a nejtěžším cílům. Po skončení války ve Vietnamu pokračovalo US Navy ve vylepšování zbraně, takže se dočkala i použití během operace Pouštní bouře.

## Varianty
Během let používání zbraně vzniklo postupným vývojem mnoho verzí a modifikací této zbraně. V zásadě existovaly tři základní varianty: Walleye I (menší hmotnost), Walleye II (větší hmotnost proti odolnějším cílům) a Walleye I/II ERDL (Extended Range Data Link/Prodloužený dosah datového spojení).
Walleye vybavené systémem ERDL měly proti standardním pumám Walleye nespornou výhodu. Zbraň vybavená systémem ERDL přenášela obraz cíle od vypuštění až do zasažení cíle. Toto datové spojení bylo obousměrné a umožňovalo i po vypuštění změnit cíl dopadu nebo upřesnit cílový bod. Pumu mohlo řídit buď letadlo, které pumu vypustilo nebo jiný letoun, který byl vybaven příslušným zařízením (AN/AWW-9B) Nesporná výhoda spočívala v tom, že puma mohla být vypuštěna v dostatečné vzdálenosti od cíle, a až později mohlo být upřesněno místo zásahu. Tím byla odstraněna jedna z největších nevýhod – původní puma musela být zaměřena ještě před odhozením z letounu, a to znamenalo obvykle nebezpečné přiblížení k silně bráněným důležitým cílům.

### Walleye II „Fat Albert“

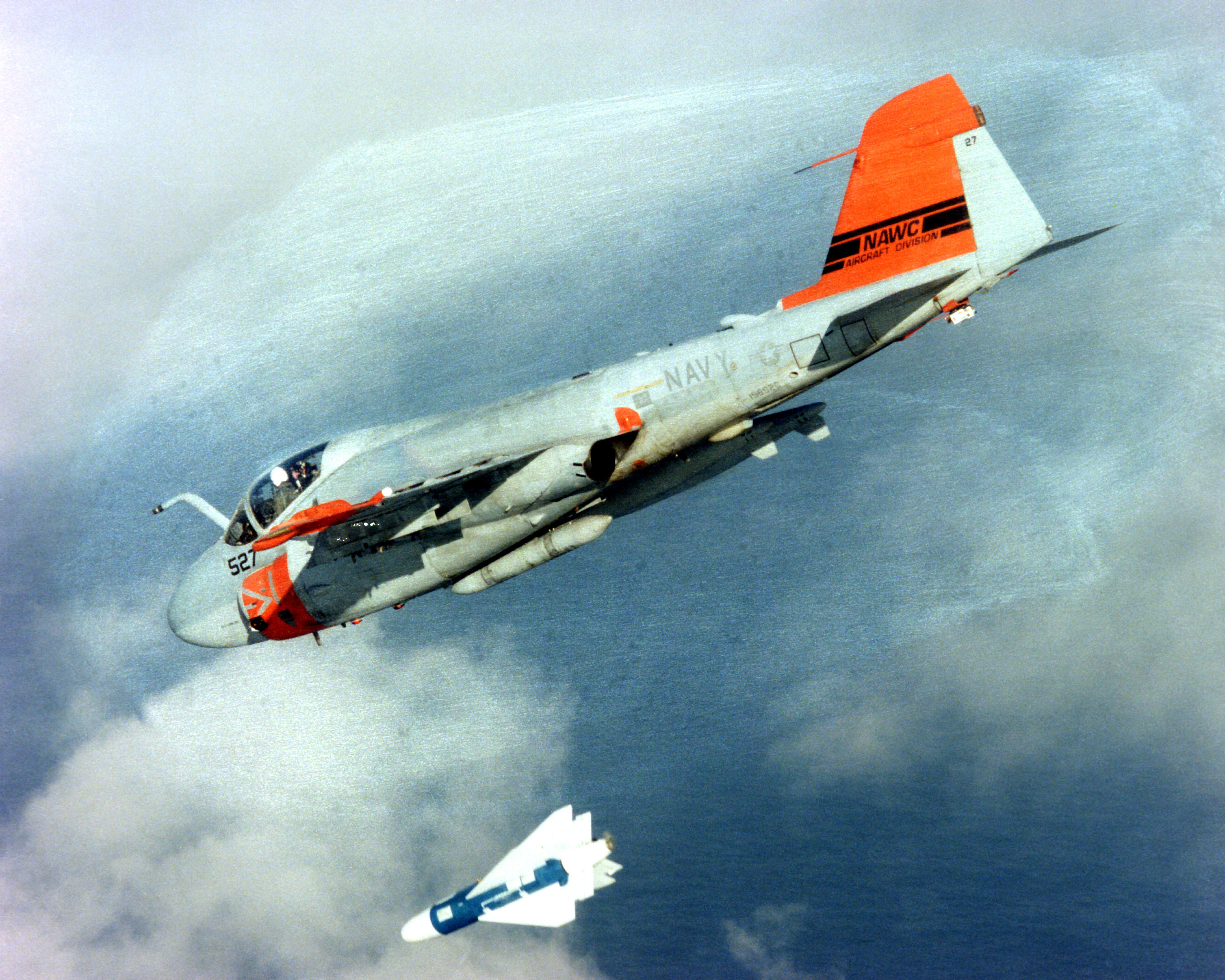
Letoun A-6E Intruder vypouští pumu Walleye II během jejího testování v NAWC Pax River, 1994.

Aby byla odstraněna hlavní nevýhoda pumy (nedostatečná účinnost proti odolným cílům), vyvinulo středisko v China Lake verzi o hmotnosti 2 000 liber (907 kg). Tato nová verze byla dodána do Vietnamu právě v době, kdy prezident Richard Nixon zahájil operaci Linebacker. Nová bomba Walleye II, neboli „Fat Albert (Tlustý Albert)“ jak byla přezdívána podle komiksové postavy. Tato zvětšená puma měla větší průměr, délku i hmotnost.
27. dubna 1972 zaútočily letouny USAF laserem naváděnými pumami a bombami Walleye II o hmotnosti 2 000 liber na most Thanh Hoa. Oblačnost nad cílem však znemožnila použití laserem naváděných zbraní, ale pět pum Walleye II bylo navedeno na cíl, což způsobilo těžké poškození mostu. 13. května letectvo svou práci dokončilo použitím laserem naváděných bomb, což způsobilo zřícení mostu. Vietnamci však most dokázali rychle opravit, což vedlo k mnoha dalším operacím proti tomuto mostu.

## Specifikace (Walleye I MK 1 MOD 0)
Technické údaje pocházejí z webu „designation-systems.net“.
- Délka: 3,45 m
- Průměr: 318 mm
- Rozpětí: 1,15 m
- Celková hmotnost: 510 kg
- Bojová hlavice: konvenční
- Hmotnost bojové hlavice: 374 kg (825 liber)
- Dolet: 30 km (16 námořních mil)

## Specifikace (Walleye II MK 5 MOD 4)
Technické údaje pocházejí z webu „designation-systems.net“.
- Délka: 4,04 m
- Průměr: 457 mm
- Rozpětí: 1,30 m
- Celková hmotnost: 1 060 kg
- Bojová hlavice: konvenční
- Hmotnost bojové hlavice: 900 kg (2 000 liber)
- Dolet: 45 km (24 námořních mil) až 60 km (32 námořních mil) (ERDL MK 23)